# 短柄乌蔹莓
短柄乌蔹莓（学名：Cayratia cardiospermoides）为葡萄科乌蔹莓属下的一个种。

## 扩展阅读
- 維基物種上的相關：短柄乌蔹莓